# Lista de séries de televisão da Record
As séries e seriados da Record estão relacionadas nesta lista, que apresenta: data de início, data do final e quantidade de temporadas e capítulos das séries e seriados da Record.

## Séries por ordem de exibição

### Década de 1950
| # | Início                | Término               | Título    | Temp.         | Eps. | Gênero          | Autoria       | Diretor       | Ref.  |
| - | --------------------- | --------------------- | --------- | ------------- | ---- | --------------- | ------------- | ------------- | ----- |
| 1 | 24 de outubro de 1954 | 17 de outubro de 1966 | Capitão 7 | 12 Temporadas | —    | Sitcom Infantil | Rubem Biáfora | Rubem Biáfora | [ 1 ] |

### Década de 1960
| # | Início              | Término             | Título          | Temp.        | Eps. | Gênero                  | Autoria                             | Diretor                       | Ref.  |
| - | ------------------- | ------------------- | --------------- | ------------ | ---- | ----------------------- | ----------------------------------- | ----------------------------- | ----- |
| 2 | 7 de abril de 1960  | 19 de março de 1964 | A Turma do Sete | 5 Temporadas | 111  | Comédia Infanto-juvenil | Armando Rosas                       | Waldomiro Barone              | [ 2 ] |
| 3 | 25 de março de 1967 | 3 de julho de 1971  | Família Trapo   | 4 Temporadas | 81   | Sitcom Comédia          | Jô Soares Carlos Alberto de Nóbrega | Nilton Travesso Manoel Carlos | [ 3 ] |

### Década de 1980
| # | Início              | Término               | Título                 | Temp.       | Eps. | Gênero | Autoria            | Diretor            | Ref.  |
| - | ------------------- | --------------------- | ---------------------- | ----------- | ---- | ------ | ------------------ | ------------------ | ----- |
| 4 | 1 de agosto de 1981 | 25 de outubro de 1981 | Um Show do Outro Mundo | 1 Temporada | 13   | Terror | José Mojica Marins | Norbert F. Novotny | [ 4 ] |

### Década de 1990
| # | Início               | Término            | Título         | Temp.        | Eps. | Gênero            | Autoria                     | Diretor                     | Ref.  |
| - | -------------------- | ------------------ | -------------- | ------------ | ---- | ----------------- | --------------------------- | --------------------------- | ----- |
| 5 | 24 de abril de 1995  | 6 de junho de 1997 | Agente G       | 3 Temporadas | 310  | Infantil Comédia  | Gérson de Abreu             | Fernando Gomes              |       |
| 6 | 31 de agosto de 1998 | 9 de abril de 1999 | Vila Esperança | 2 Temporadas | 264  | Infantil Fantasia | Marisa Martins Betina Rugna | Marisa Martins Betina Rugna | [ 5 ] |

### Década de 2000
| #  | Início                | Término                | Título                 | Temp.        | Eps. | Gênero            | Autoria                                      | Diretor                       | Ref.   |
| -- | --------------------- | ---------------------- | ---------------------- | ------------ | ---- | ----------------- | -------------------------------------------- | ----------------------------- | ------ |
| 7  | 13 de agosto de 2001  | 19 de abril de 2002    | Acampamento Legal      | 2 Temporadas | 180  | Infantil Fantasia | Márcio Tavolari Edison Braga Armando Liguori | Edison Braga                  | [ 6 ]  |
| 8  | 4 de novembro de 2002 | 20 de setembro de 2004 | Turma do Gueto         | 5 Temporadas | 77   | Drama             | Netinho de Paula Laura Malin                 | Pedro Siaretta Claudio Callao | [ 7 ]  |
| 9  | 27 de janeiro de 2006 | 19 de junho de 2006    | Avassaladoras: A Série | 1 Temporada  | 22   | Comédia romântica | Vários roteiristas                           | Mara Mourão                   | [ 8 ]  |
| 10 | 5 de janeiro de 2009  | 8 de junho de 2009     | A Lei e o Crime ‡      | 1 Temporada  | 21   | Drama policial    | Marcílio Moraes                              | Alexandre Avancini            | [ 9 ]  |
| 11 | 2 de maio de 2009     | 20 de maio de 2010     | Louca Família          | 2 Temporadas | 9    | Sitcom Comédia    | Tom Cavalcanti Letícia Dornelles             | Rogério Passos                | [ 10 ] |

### Década de 2010
| #  | Início                | Término                 | Título              | Temp.        | Eps. | Gênero            | Autoria                                                                                | Diretor          | Ref.   |
| -- | --------------------- | ----------------------- | ------------------- | ------------ | ---- | ----------------- | -------------------------------------------------------------------------------------- | ---------------- | ------ |
| 12 | 8 de maio de 2012     | 24 de maio de 2012      | Fora de Controle    | 1 Temporada  | 4    | Drama policial    | Marcílio Moraes                                                                        | Daniel Rezende   | [ 11 ] |
| 13 | 22 de janeiro de 2014 | 24 de fevereiro de 2015 | Milagres de Jesus ‡ | 2 Temporadas | 35   | Drama Épico       | Vívian de Oliveira Maria Cláudia Oliveira Paula Richard Gustavo Reiz Camilo Pellegrini | João de Camargo  |        |
| 14 | 1 de dezembro de 2014 | 5 de janeiro de 2018    | Conselho Tutelar    | 3 Temporadas | 15   | Filme policial    | Marco Borges Carlos de Andrade                                                         | Rudi Lagemann    | [ 12 ] |
| 15 | 4 de janeiro de 2017  | 20 de janeiro de 2017   | Sem Volta           | 1 Temporada  | 13   | Suspense Aventura | Gustavo Lipztein                                                                       | Edgard Miranda   | [ 14 ] |
| 16 | 2 de janeiro de 2019  | 8 de janeiro de 2019    | Terrores Urbanos ‡  | 1 Temporada  | 5    | Terror Suspense   | Maristela Mattos Thaís Falcão                                                          | Fernando Coimbra | [ 15 ] |

### Década de 2020
| #  | Início              | Término             | Título                    | Temp.        | Eps. | Gênero                           | Autoria           | Diretor          | Ref.   |
| -- | ------------------- | ------------------- | ------------------------- | ------------ | ---- | -------------------------------- | ----------------- | ---------------- | ------ |
| 17 | 7 de julho de 2022  | 2 de agosto de 2022 | Todas as Garotas em Mim ‡ | 2 Temporadas | 41   | Drama adolescente e Comédia Teen | Stephanie Ribeiro | Rudi Lagemann    | [ 16 ] |
| 18 | 17 de junho de 2024 | 26 de julho de 2024 | A Rainha da Pérsia ‡      | 1 Temporada  | 30   | Bíblica Épico                    | Cristiane Cardoso | Leonardo Miranda | [ 17 ] |

‡ Indica série disponível na RecordPlus.